# Van Rompaey (illustrateur)
 (juin 2014).
Si vous disposez d'ouvrages ou d'articles de référence ou si vous connaissez des sites web de qualité traitant du thème abordé ici, merci de compléter l'article en donnant les références utiles à sa vérifiabilité et en les liant à la section « Notes et références ».
Christophe Van Rompaey est un illustrateur belge, spécialiste des ribaudes et francs-buveurs.